# Hans Kindermann (Bildhauer)

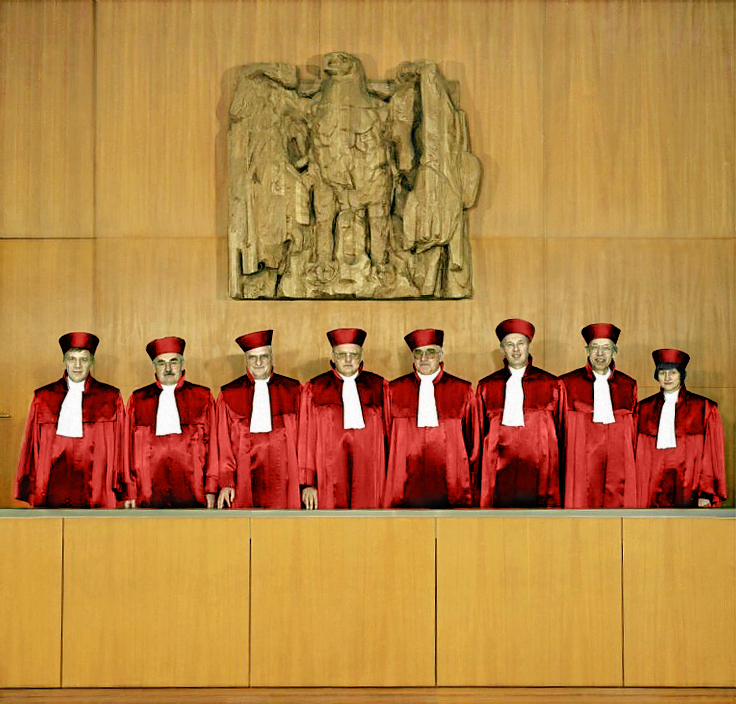
Adlerrelief im Großen Sitzungssaal des Bundesverfassungsgerichts, Karlsruhe

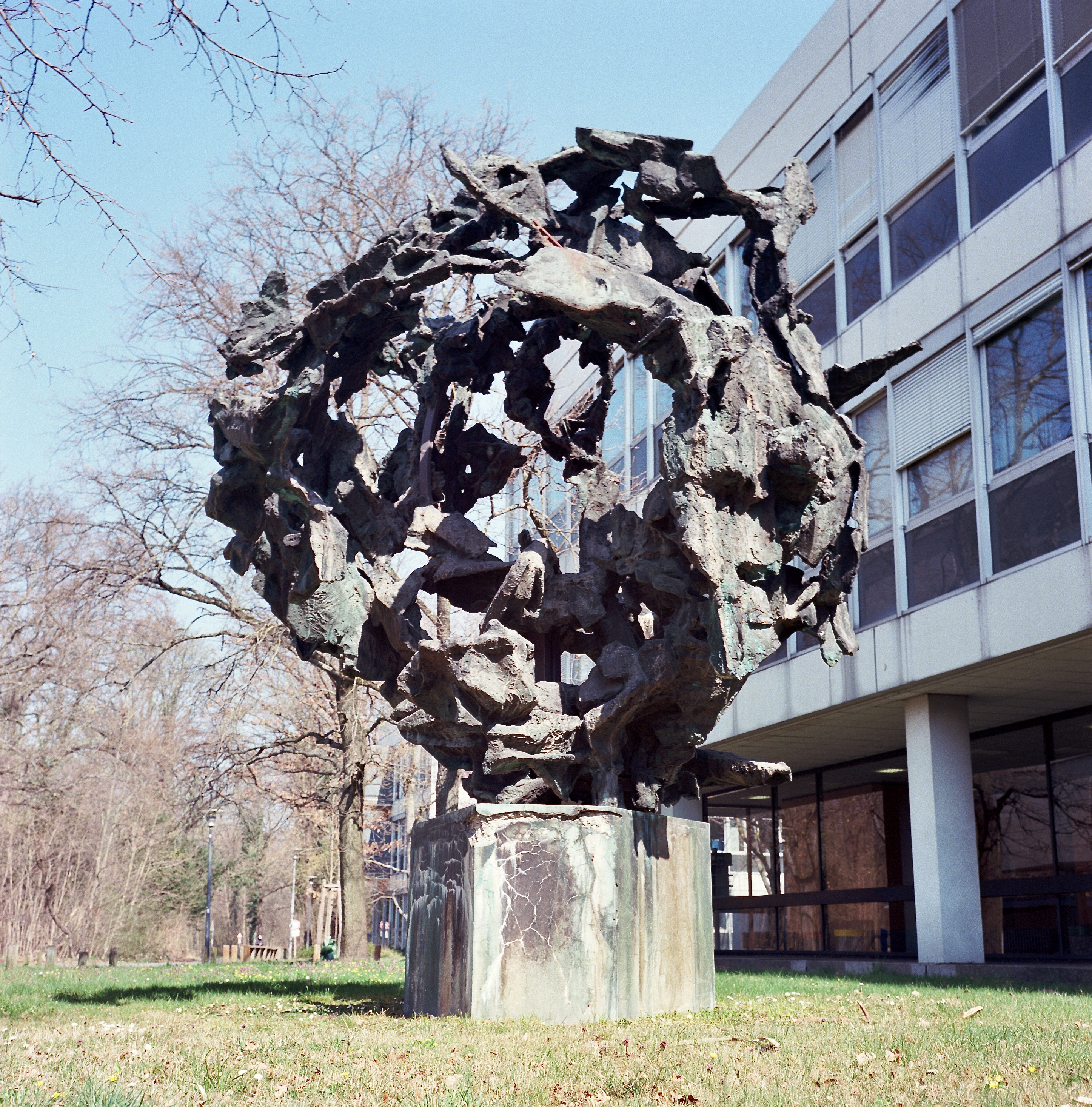
Terra et Mundus – Hans Kindermann

Hans Kindermann (* 21. Mai 1911 in Mainz; † 11. Mai 1997 in Gleishorbach) war ein deutscher Bildhauer.

## Biografie
Von 1925 bis 1929 besuchte Kindermann die Staatsschule für Kunst und Handwerk in Mainz. Seit 1929 war er als Maler und Bildhauer in Mainz tätig. Von 1933 bis 1938 besuchte er die Kunstakademie Düsseldorf als Meisterschüler von Alexander Zschokke. Auf Betreiben von Walter Kaesbach zog er 1944 nach Hemmenhofen am Bodensee, wo er zum Kreis der Höri-Künstler gehörte. Zeitweise unterhielt er hier eine Ateliergemeinschaft mit seinem Freund Erich Heckel. Von 1957 bis 1976 war Kindermann Professor an der Staatlichen Akademie der Bildenden Künste Karlsruhe, von 1963 bis 1971 auch deren Rektor. Weiter leitete er die Bildhauerklasse in der Stephanienstraße in Karlsruhe, den „Bildhauergarten“. 1978 wurde ihm das Große Bundesverdienstkreuz verliehen.
Kindermann gestaltete den Brunnen des Deutschen Pavillons der Weltausstellung 1958 in Brüssel. Bekannt ist auch das Adlerrelief im Baumgarten-Bau, dem Gebäude des Bundesverfassungsgerichts, das Kindermann 1969 schuf.
Kindermann war mit der Malerin Grete Kindermann, geb. Krahl, verheiratet.